# مراندة (بايين خيابان ليتكوة)
مراندة (بالفارسية: مرانده) هي قرية تقع في إيران في قسم بایین خیابان لیتکوة الريفي. يقدر عدد سكانها بـ 293 نسمة بحسب إحصاء 2016.